# نواف جواد
نواف جواد الرشيد، لاعب كرة قدم كويتي، وهو أخ اللاعب علي جواد.
كان يلعب في نادي القادسية الكويتي، وفي 5 سبتمبر 2009 انتقل إلى نادي الشباب الكويتي لمدة موسم واحد قابل للتجديد.